# WatchOS
watchOS là hệ điều hành dành cho đồng hồ thông minh Apple Watch, phát triển bởi Apple Inc. watchOS dựa trên hệ điều hành iOS và một vài tính năng tương tự như iOS. watchOS được phát hành lần đầu ngày 24 tháng 4 năm 2015, cùng với thế hệ Apple Watch đầu tiên. Apple Watch hiện là dòng thiết bị duy nhất chạy watchOS.
Tại Hội nghị các nhà phát triển của Apple - WWDC 2015, watchOS 2 được ra mắt với những cải tiến lớn như hỗ trợ ứng dụng của bên thứ ba, watchOS 2 chính thức được phát hành vào mùa thu 2015. Phiên bản thứ ba, watchOS 3, được phát hành vào ngày 13 tháng 9 năm 2016, nhấn mạnh hiệu năng tốt hơn và bao gồm nhiều tùy chọn mặt đồng hồ mới cũng như bổ sung ứng dụng chứng khoán. Phiên bản thứ tư, watchOS 4, được phát hành vào ngày 19 tháng 9 năm 2017. Phiên bản thứ năm, watchOS 5, được phát hành vào ngày 17 tháng 9 năm 2018, thêm nhiều hỗ trợ của bên thứ ba và chế độ tập luyện mới, cùng với tính năng "Walkie-Talkie", giống như một máy bộ đàm kết nối với một Apple Watch khác. Phiên bản thứ sáu, watchOS 6 đã được công bố vào ngày 3 tháng 6 năm 2019 và dự kiến phát hành chính thức vào ngày 19 tháng 9 năm 2019.
Phiên bản mới nhất của watchOS 9.4 , ra mắt ngày 22/03/2023.